# ジェームス・ハスケル
ジェームス・ハスケル（James Haskell、1985年4月2日 - ）は、イングランドの元ラグビーユニオン選手。

## プロフィール
- イングランド・ウィンザー出身。
- ポジションはフランカー(FL)、ナンバーエイト(No.8)。
- 身長 193cm、体重 118kg
- 愛称はジェームス、ジム、ハスク[1]。
- イングランド代表通算キャップ数は77。
- ラグビーワールドカップ2011・ラグビーワールドカップ2015のイングランド代表に選ばれた[2]。
- ブリティッシュ・アンド・アイリッシュ・ライオンズに選ばれたことがある[3]。

## 略歴
ロンドン・ワスプス、スタッド・フランセを経て、2011年、リコーブラックラムズに加入。同年10月29日に行われたジャパンラグビートップリーグ第1節のサニックスブルース戦にて途中出場で日本での公式戦初出場を果たす。
2012年、リコーブラックラムズを退団後、ハイランダーズ、ワスプスを経て、2018年、ノーサンプトン・セインツに加入。
2019年、現役を引退した。同年8月、総合格闘技（MMA）のプロモーターと契約した。